# Canal+ Cyfrowy
Canal+ Cyfrowny är ett polskt tv-företag som ägs av Telewizyjna Korporacja Partycypacyjna som i sin tur ägs av Groupe Canal+ (75 procent) och Liberty Global (25%).

## Verksamhet
Företaget ligger bakom satellit-tv-plattformen Platforma Canal+, polska Canal+ samt ett antal andra tv-kanaler.
Canal+ omfattar fyra kanaler: Canal+ Premium, Canal+ 1, Canal+ Film, Canal+ 360, Canal+ Dokument, Canal+ Sport och Canal+ Sport 2, Canal+ Sport 3, Canal+ Sport 4, Canal+ Sport 5, Canal+ Now, Canal+ 4K Ultra HD, Canal+ Extra 1, Canal+ Extra 2, Canal+ Extra 3, Canal+ Extra 4, Canal+ Extra 5, Canal+ Extra 6, Canal+ Extra 7. Övriga kanaler är Ale Kino+, Novelas+, Novelas+1, Teletoon+, MiniMini+, Planete+ och Canal+ Kuchnia, Canal+ Domo.

## Historik
Canal+ lanserades officiellt i Polen den 21 mars 1995. Sedermera köptes Filmnet av Canal+ och i februari 1997 slås kanalerna samman i Polen.
I november 1998 lanseras satellit-tv-plattformen Cyfra+. En andrakanal till Canal+, Canal+ Żółty (Gul), hade lanserats i oktober samma år och följdes av Canal+ Niebieski (Blå) i december.
I augusti 2001 kommer Groupe Canal+ och United Pan-Europe Communications (nuvarande Liberty Global Europe) överens om att Cyfra+ skulle slås samman med UPC:s plattform Wizja TV. Nya sammanslagna Cyfra+ lanserades den 1 mars 2001.
Den 12 mars 2004 ges kanalerna nya namn. Canal+ Żółty byter namn till Canal+ Film och Canal+ Niebieski blir Canal+ Sport. Canal+ Sport 2 lanseras i november samma år.